# Konishi Yukinaga
En aquest nom japonès, el cognom és Konishi.
Konishi Yukinaga (小西行长, 1555 - 6 de novembre de 1600) va ser un samurai i dàimio japonès sota les ordres de Toyotomi Hideyoshi durant el període Azuchi-Momoyama de la història del Japó.
En 1587, durant la invasió a Kyushu, va sufocar una revolta local a la província de Figa pel que va ser premiat amb un feu en aquesta província.
Yukinaga comandà a les primeres tropes enviades durant les invasions japoneses a Corea, on va destacar per la captura de Busan i Seül i la defensa de Pyongyang.
Després de la mort de Hideyoshi, Yukinaga es va unir al bàndol d'Ishida Mitsunari durant la batalla de Sekigahara del 1600, on va vèncer el bàndol de Tokugawa Ieyasu pel que va haver de fugir cap al mont Ibuki però va ser capturat posteriorment. Havent-se convertit al cristianisme, es va refusar a cometre seppuku i va ser executat.